# Boston Society of Film Critics Award für die beste Nebendarstellerin
Die Gewinnerinnen des Boston Society of Film Critics Awards für die beste Nebendarstellerin.

## Gewinnerinnen

### 1980er Jahre
| Jahr | Gewinnerin       | Film                                                     | Rolle          |
| ---- | ---------------- | -------------------------------------------------------- | -------------- |
| 1980 | Mary Steenburgen | Melvin und Howard                                        | Lynda Dummar   |
| 1981 | Mona Washbourne  | Stevie                                                   | Aunt           |
| 1982 | Jessica Lange    | Tootsie                                                  | Julie Nichols  |
| 1983 | Linda Hunt       | Ein Jahr in der Hölle                                    | Billy Kwan     |
| 1984 | Peggy Ashcroft   | Reise nach Indien                                        | Mrs. Moore     |
| 1985 | Anjelica Huston  | Die Ehre der Prizzis                                     | Maerose Prizzi |
| 1986 | Dianne Wiest     | Hannah und ihre Schwestern                               | Holly          |
| 1987 | Kathy Baker      | Glitzernder Asphalt                                      | Punchy         |
| 1988 | Joan Cusack      | Die Waffen der Frauen                                    | Cynthia        |
| 1988 | Joan Cusack      | Die Mafiosi-Braut                                        | Rose           |
| 1988 | Joan Cusack      | Stars and Bars – Der ganz normale amerikanische Wahnsinn | Irene Stein    |
| 1989 | Brenda Fricker   | Mein linker Fuß                                          | Bridget Brown  |

### 1990er Jahre
| Jahr | Gewinnerin           | Film                                      | Rolle                |
| ---- | -------------------- | ----------------------------------------- | -------------------- |
| 1990 | Jennifer Jason Leigh | Letzte Ausfahrt Brooklyn                  | Tralala              |
| 1990 | Jennifer Jason Leigh | Miami Blues                               | Susie Waggoner       |
| 1991 | Mercedes Ruehl       | König der Fischer                         | Anne Napolitano      |
| 1992 | Judy Davis           | Engel und Narren                          | Harriet Herriton     |
| 1992 | Judy Davis           | Ehemänner und Ehefrauen                   | Sally                |
| 1993 | Rosie Perez          | Fearless – Jenseits der Angst             | Carla Rodrigo        |
| 1994 | Kirsten Dunst        | Interview mit einem Vampir                | Claudia              |
| 1994 | Kirsten Dunst        | Betty und ihre Schwestern                 | junge Amy March      |
| 1995 | Joan Allen           | Nixon                                     | Pat Nixon            |
| 1996 | Courtney Love        | Larry Flynt – Die nackte Wahrheit         | Althea Leasure-Flynt |
| 1997 | Sarah Polley         | Das süße Jenseits                         | Nicole Burnell       |
| 1998 | Joan Allen           | Pleasantville – Zu schön, um wahr zu sein | Betty Parker         |
| 1999 | Chloë Sevigny        | Boys Don’t Cry                            | Lana Tisdel          |

### 2000er Jahre
| Jahr | Gewinnerin        | Film                                      | Rolle           |
| ---- | ----------------- | ----------------------------------------- | --------------- |
| 2000 | Frances McDormand | Almost Famous – Fast berühmt              | Elaine Miller   |
| 2000 | Frances McDormand | Die WonderBoys                            | Sara Gaskell    |
| 2001 | Cameron Diaz      | Vanilla Sky                               | Julie Gianni    |
| 2002 | Toni Collette     | The Hours – Von Ewigkeit zu Ewigkeit      | Kitty           |
| 2002 | Toni Collette     | About a Boy                               | Fiona Brewer    |
| 2003 | Patricia Clarkson | Pieces of April – Ein Tag mit April Burns | Joy Burns       |
| 2003 | Patricia Clarkson | Station Agent                             | Olivia Harris   |
| 2004 | Laura Dern        | Wir leben nicht mehr hier                 | Terry Linden    |
| 2004 | Sharon Warren     | Ray                                       | Aretha Williams |
| 2005 | Catherine Keener  | Capote                                    | Harper Lee      |
| 2005 | Catherine Keener  | Jungfrau (40), männlich, sucht …          | Trish Piedmont  |
| 2005 | Catherine Keener  | The Ballad of Jack and Rose               | Kathleen        |
| 2006 | Shareeka Epps     | Half Nelson                               | Drey            |
| 2007 | Amy Ryan          | Gone Baby Gone – Kein Kinderspiel         | Helene McCready |
| 2008 | Penélope Cruz     | Vicky Cristina Barcelona                  | María Elena     |
| 2009 | Mo’Nique          | Precious – Das Leben ist kostbar          | Mary Johnston   |

### 2010er Jahre
| Jahr | Gewinnerin       | Film                                                    | Rolle             |
| ---- | ---------------- | ------------------------------------------------------- | ----------------- |
| 2010 | Juliette Lewis   | Betty Anne Waters                                       | Roseanna Perry    |
| 2011 | Melissa McCarthy | Brautalarm                                              | Megan             |
| 2012 | Sally Field      | Lincoln                                                 | Mary Todd Lincoln |
| 2013 | June Squibb      | Nebraska                                                | Kate Grant        |
| 2014 | Emma Stone       | Birdman oder Die unverhoffte Macht der Ahnungslosigkeit | Sam Thomson       |
| 2015 | Kristen Stewart  | Die Wolken von Sils Maria                               | Valentine         |